# Naomi Wallace
Naomi Wallace (nascuda el 1960) és una dramaturga, guionista i poetessa estatunidenca de Kentucky. És àmpliament coneguda per les seves obres i ha rebut diversos premis distingits pel seu treball.

## Biografia
Naomi Wallace va néixer a Prospect (Kentucky), fill de Henry F. Wallace, periodista fotogràfic i corresponsal de les revistes Time i Life, i de Sonja de Vries, una treballadora de justícia i drets humans neerlandesa.
Wallace va obtenir una llicenciatura en arts de l'Hampshire College. Després va rebre dos màsters de la Universitat d'Iowa. Actualment, divideix el seu temps entre Kentucky i els Yorkshire Dales al Nord d'Anglaterra (Regne Unit), on viu amb la seva parella, Bruce McLeod, amb qui té tres fills.

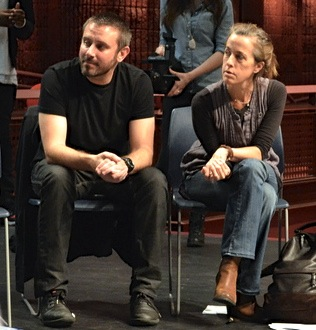
Jeremy Scahill i Naomi Wallace impartint un taller d'escriptura a New Haven

Wallace ha ensenyat literatura anglesa, poesia i escriptura teatral a la Universitat Yale, UCLA, Universitat d'Iowa, Illinois State University, Merrimack College, Hampshire College, American University of Cairo, Vrije University of Amsterdam i altres institucions. També ha treballat amb dones en el sistema de justícia penal, i és membre de SURJ, Showing Up for Racial Justice. Se l'ha anomenada "una defensora dedicada de la justícia i els drets humans als Estats Units i a l'estranger, i els drets dels palestins a l'Orient Mitjà", i la seva escriptura descrita com a "muscular, devastadora i inquebrantable".
A mitjans de la dècada del 2000, Wallace va ser detingut breument per la Seguretat Nacional després de desafiar l'prohibició de viatjar a Cuba.
L'agost de 2016, Wallace va ser un dels Freedom Riders amb el Women's Boat to Gaza.
Wallace és partidari del B.D.S. moviment i Veus Jueves per la Pau.

## Publicacions
Les obres de Wallace es publiquen als Estats Units. per Broadway Play Publishing Inc., Theatre Communications Group, Faber and Faber al Regne Unit i éditions Théâtrales a França. L'obra de Wallace s'ha produït als Estats Units, Regne Unit, Europa, i Orient Mitjà Arxivat 2018-01-11 a Wayback Machine..

## Premis
El treball de Wallace ha rebut el Premi Susan Smith Blackburn (dues vegades), el Premi Joseph Kesselring, el Fellowship of Southern Writers Drama Award i un Obie Award. També ha rebut la Beca MacArthur i una beca de desenvolupament de la National Endowment for the Arts.
El 2009, One Flea Spare es va incorporar al repertori permanent del Teatre Nacional francès, la Comédie-Française, i s'hi va produir l'any 2012. Wallace és l'únic dramaturg estatunidenc viu que va entrar al repertori. Només dos dramaturgs estatunidencs s'han afegit al repertori de La Comédie en 300 anys: l'altre és Tennessee Williams. L'obra va ser traduïda al francès per Dominique Hollier.
El 2012, Wallace va rebre el Horton Foote Prize per la nova obra estatunidenca més prometedora.
El 2013, va ser guardonada amb el Premi de Literatura Windham–Campbell inaugural establert a la Universitat Yale.
El 2015, Wallace va rebre un Premi Arts i Lletres en Literatura per l'Acadèmia Americana de les Arts i les Lletres. La citació del premi diu: "Naomi Wallace és una veu poderosa i essencial que aporta al teatre un gran lirisme i coratge moral. Els seus personatges, tan cruelment tractats i sovint destruïts, parlen amb una poesia directa i demolidora. Mai aquest dramaturg es suavitza ni falla. per implicar-nos al nivell més profund, i aquí tres "Visions" de l'Orient Mitjà que formen The Fever Chart són obres mestres breus i crudes".

## Treball
Signature Theatre, la companyia d'Off Broadway que històricament ha muntat una temporada d'obres, va produir tres de les obres de Wallace el 2014–2015 Arxivat 2018-01-11 a Wayback Machine., inclosa l’estrena mundial de Night is a Room.

### Obres
- In The Heart of America
- One Flea Spare
- The Inland Sea
- Slaughter City
- The Trestle at Pope Lick Creek
- The Girl Who Fell Through a Hole in Her Jumper (amb Bruce E. J. McLeod; llicenciada amb el títol The Girl Who Fell Through a Hole in Her Sweater als Estats Units)
- The War Boys
- Things of Dry Hours
- Birdy (adaptació de la novel·la de William Wharton)
- The Fever Chart: Three Visions of the Middle East
- Twenty One Positions: A Cartographic Dream of the Middle East (coescrita amb Lisa Schlesinger i AbdelFattah Abu Srour)
- The Hard Weather Boating Party
- One Short Sleepe
- And I and Silence
- The Liquid Plain
- Night is a Room
- Barrel Wave
- Returning to Haifa (co-adaptada amb Ismail Khalid)

### Antologies
- Inside/Outside: Six Plays from Palestine and the Diaspora[11]
- Double Exposure: Plays of the Jewish and Palestinian Diasporas Arxivat 2018-01-11 a Wayback Machine.

### Assaigs
- Trump-ocalypse Now? Theater in the Age of Trump
- Radical Vision and Form
- Let the Right One In: On resistance, hospitality and new writing for the American stage
- Robin D. G. Kelley's introduction to The Liquid Plain Arxivat 2021-12-07 a Wayback Machine.

### Poesia
- To Dance A Stony Field.

### Pel·lícules
- Innocència rebel[12]
- The War Boys, co-escrit amb Bruce E. J. McLeod
- Flying Blind, co-escrit amb Bruce E. J. McLeod